# Estland op het Eurovisiesongfestival 1997
Estland nam deel aan het Eurovisiesongfestival 1997 in Dublin, Ierland. Het was de 3de deelname van het land op het Eurovisiesongfestival. De selectie verliep via het jaarlijkse Eesti Laul, waarvan de finale plaatsvond op 15 januari 1997. ETV was verantwoordelijk voor de Estse bijdrage voor de editie van 1997.

## Selectieprocedure
De nationale finale vond plaats op 15 januari 1997 in de Linnahall in Tallinn en werd gepresenteerd door Marko Reikop en Anu Välba.
In totaal deden er 8 artiesten mee aan deze nationale finale. Sommige artiesten namen deel met meerdere liedjes.
De winnaar werd bepaald door een internationale jury.
| Volgorde | Artiest                                               | Lied                  | Punten | Plaats |
| -------- | ----------------------------------------------------- | --------------------- | ------ | ------ |
| 1        | Maarja-Liis Ilus                                      | Keelatud maa          | 72     | 1      |
| 2        | Hanna-Liina Võsa and Pearu Paulus                     | Liiga noor, et armuda | 38     | 3      |
| 3        | Tanya                                                 | Homme                 | 29     | 8      |
| 4        | Code One                                              | Tantsupalavik         | 38     | 3      |
| 5        | Hanna Pruuli                                          | Üksik hing            | 40     | 2      |
| 6        | Pearu Paulus                                          | Meeletu soov          | 32     | 5      |
| 7        | Maarja-Liis Ilus, Hanna-Liina Võsa and Anne Värvimann | Aeg                   | 31     | 7      |
| 8        | Kate                                                  | Perpetuum mobile      | 32     | 5      |

## In Dublin
In Ierland moest Estland aantreden als 13de, net na Polen en voor Bosnië-Herzegovina. Op het einde van de puntentelling bleek dat ze op een 8ste plaats waren geëindigd met 82 punten.
Men ontving 1 keer het maximum van de punten.
Nederland had geen punten over voor deze inzending en België deed niet mee in 1997.

### Gekregen punten

#### Finale
| 12 punten | 10 punten             | 8 punten                           | 7 punten    | 6 punten                                             |
| --------- | --------------------- | ---------------------------------- | ----------- | ---------------------------------------------------- |
| - Italië  | - Verenigd Koninkrijk | - Denemarken - Frankrijk - Ierland | - Duitsland | - Oostenrijk - Polen                                 |
| 5 punten  | 4 punten              | 3 punten                           | 2 punten    | 1 punt                                               |
|           | - Hongarije - Spanje  | - Slovenië                         | - IJsland   | - Bosnië en Herzegovina - Cyprus - Portugal - Zweden |

### Punten gegeven door Estland

#### Finale
Punten gegeven in de finale:
| 12 punten | Frankrijk           |
| 10 punten | Verenigd Koninkrijk |
| 8 punten  | Ierland             |
| 7 punten  | Rusland             |
| 6 punten  | Turkije             |
| 5 punten  | Hongarije           |
| 4 punten  | Slovenië            |
| 3 punten  | Polen               |
| 2 punten  | IJsland             |
| 1 punt    | Cyprus              |